# モンスターファームバトルカード
『モンスターファームバトルカード』は、テクモから発売されたモンスターファームシリーズを題材とするトレーディングカードゲーム。1999年頃から発売されたが現在は入手困難となっている。

## 概要
3種類のスターターキット（スピードチーム、パワフルチーム、ミラクルチーム）および拡張パック（第一弾から第四弾まで）の形で販売された。
スターターキットは構築済みで、3枚のモンスターカードと50枚の技カードが封入されており、入っているカードは決まっている。
拡張パックにはモンスターカードと技カードがランダムに入っている（モンスターカードは必ず1枚）。ただし第一弾に関してはスターターキットのモンスターの技カード10枚が入っておりモンスターカードは入っていない。
カードの中にはスターターキットや拡張パックから入手できない限定品もある。例えば、ラベンダーキール、ヴァージアハピ、ベニヒメソウなどのモンスターカードや「最後の切り札」「クリティカル」「影縛り」といった技カードである。

## 基本的なルール

### デッキの構築ルール
プレイヤーはブリーダーと呼ばれる。ブリーダーは3枚のモンスターカードと50枚の技カードを用意してデッキとする。ただしモンスターカードは同一のカードを2枚以上使ってはいけない。また技カードについても同じカードはデッキに3枚までしか入れられない。

### ゲームのはじめ方
プレイヤーは3枚のモンスターカードを裏向きのままテーブルの上に置く。残りの50枚の技カードも山札として裏向きにテーブルに置く。この状態で互いの山札をシャッフルし、先攻・後攻を決める。そのあと双方のブリーダーは5枚のカードを山札からドローする。後攻のプレイヤーは手札の中から最高2枚のカードをガッツとしてためることができる。ガッツについては次のサブセクションを参照のこと。

### ガッツについて
このカードゲームでは多くの技カードを使用するのにガッツを消費する必要がある。ガッツが足りなければ技カードを使うことができない。このガッツは、後述するガッツステップに手札の一部または全部を裏向きにテーブルに置くことで貯める。裏向きのカード1枚につき1ガッツとなる。ガッツを消費した場合、その分のガッツとして貯めていたカードを捨て札にする。
「最後のきらめき」「後は頼んだ」「突進」といったカードでガッツを貯めることもできる。

### ターンの流れ
先攻のブリーダーが「攻撃側」、後攻のブリーダーが「守備側」となりターンが進行する。ターンが終了すれば「攻撃側」と「守備側」を交換して再びターンの最初に戻る。
1つのターンは次の3つのステップに分かれる。攻撃ステップからガッツステップまでを戦闘ステップと呼ぶ。
ドローステップ
攻撃側のブリーダーが手札が5枚になるまで山札からドローする。ただし手札がこの時点で5枚ある場合は山札の一番上のカードをガッツとして貯めることになる。
先攻のブリーダーの最初のターンはドローステップは飛ばされる。
攻撃ステップ
攻撃側のブリーダーは必要に応じてガッツを消費しながらちから技、かしこさ技、特殊技、全体技を使用できる。ただし1ターンの間に1体のモンスターにつき1回しか攻撃できない。またブリーダーも1回しか行動できない。守備側のブリーダーはやはり必要に応じてガッツを消費しながら回避技・防御技を使って攻撃側ブリーダーの攻撃を守備できる。回避技と防御技はあわせて守備技と呼ばれる。守備技は1ターンの間に何度でも使用できる。また1回の攻撃に対し何度も守備カードを使うこともできる。
ライフが0になったモンスターはKOされた状態となる。そのモンスターカードは裏向きにする。そのモンスターは今後は技カードを用いることができない。
使用されたあとの技カードは使ったブリーダーの捨て札に加えられる。
ガッツステップ
攻撃側のブリーダーは手札の一部または全部をガッツとして貯めることができる。1枚もガッツにしなくてもいい。

### ゲームの終了
3体全てのモンスターがKOされたブリーダーは敗北となり相手ブリーダーが勝利となる。もし同時に双方のブリーダーのモンスターが同時に全滅した場合は攻撃側のプレイヤーが勝利となる。このような状況は「ごっちん」「たおれこみ」のような自爆系の攻撃技が使われたときなどに起こる。
またどちらかのブリーダーが山札からカードをドローすべきときに必要な枚数をドローできなかった場合も敗北となる。これはドローステップのとき以外でも、「大混乱」「大鎌」などのカードで山札からカードを除去すべきときに除去できない場合も同様の扱いになる。

## 技カードの種類
技カードはちから、かしこさ、特殊、全体、回避、防御の6種類がある。また技カードはなんらかのモンスターの技となっているので、原則的には他のモンスターが使用することはできない。例えばディノ技である「砂キック」をピクシーが使用することはできない。ただし全モンスターカードは全てのモンスターが使用することができる。ブリーダーカードは特定のモンスターの技ではなくブリーダー自身が使う技である。
ちから
相手モンスターにダメージを与える技。使うときはKOされていない相手モンスターのうちどれを攻撃するのか宣言する。ただし、「竜巻アタック」などのような全体攻撃技もある。回避・防御されなかった場合は記載されているだけのダメージを相手モンスターに与える。すなわちその値だけライフを減らすことになる。
かしこさ
基本的にはちから技と同様。違いは守備されるカードが違うというところである。ガッツダウン技はかしこさ技であることが多い。またかしこさ技のほうが守備されにくい。
特殊
相手モンスターにダメージを与える技ではないので記載されている効果が処理されるだけである。守備されることはない。全体カード「がんじがらめ」によって封印される。
全体
全体カードが使用された場合、そのカードは捨て札にならず場に残り続けて効果を発揮し続ける。新たな全体カードが場に出たら、古いカードは効果を失い、捨て札となる。ブリーダーの守備カード「おいのり」によって無効化されてしまう。
回避
攻撃によるダメージを完全に無効化してしまう。ただし「サケビ声」「ズームパンチ」などのように回避を無効化したり、「連続魔空弾」「空中回転アタック」のように回避されても半分のダメージを与える技もある。
防御
攻撃によるダメージを減らすものが多い。「カウンター」「魔法反射」「はねかえす」のようにダメージを反射する技もある。攻撃技の中には「サテラアタック」「ボディーブロー」のように防御によるダメージの軽減を防ぐものもある。

## デッキのタイプ
一撃必殺、速攻、逃げという3つのタイプのデッキが構築されることが多い。一撃必殺は速攻に強く、速攻は逃げに強く、逃げは一撃必殺に強いという3つすくみの関係が成立する。
一撃必殺
攻撃力の高い攻撃技で相手モンスターをKOして勝利するタイプのデッキ。攻撃力の高い技でも回避されたら意味がないので「にらむ」「瞬殺」「跳躍」「集中」「影縛り」「挟み撃ち」「大接戦」などで守備されないように工夫して戦うことになる。
使われるモンスターはディノ、ゴーレム、グジラ、ドラゴン、ワーム、デュラハンなど。他にサポート役としてプラントを使うこともある。ガッツダウン技で相手の妨害をしたり「後は頼んだ」を使ってガッツチャージに用いたりする。かしこさ技（つまりガッツダウン技）を守備できないモンスターが多いのでその対策として「我慢」が用いられることもある。
使われる全体カードは「必殺技の応酬」「興奮のるつぼ」「大接戦」など。
速攻
消費ガッツの少ない技を連発して相手モンスターをKOして勝利するタイプのデッキ。
使われるモンスターはライガー、ピクシー、ハム、メタルナー、ゴースト、ニャーなど。ライフが少なかったり防御手段がないモンスターが多いので一撃必殺デッキに強力な回避不能技でKOされやすい。
使われる全体カードは「必殺技の封印」「壮絶な戦い」「ホリィの声援」「飛び散る火花」「混戦」など。
逃げ
相手の攻撃を守備することを重視し相手が山札切れを起こすことで勝利するタイプのデッキ。一切攻撃せずに守備と妨害に徹する純粋な逃げと相手モンスターを攻撃しながらも逃げる当て逃げの2タイプにわかれる。当て逃げタイプのデッキでは相手の主要モンスターを撃破して戦力を奪ったり、相手が「後は頼んだ」でガッツチャージするのを防いだりする。
逃げタイプのデッキ同士の対戦は長引く。自分が山札切れを起こすのを防ぐために「時間稼ぎ」を使ったり、それを「作戦の指示」「伝説の力」などで回収したり、相手が「時間稼ぎ」を使うのを防ぐために「戦意喪失」「死神の力」を使ったりする。また「時間稼ぎ」を使う直前に「後は頼んだ」で大量にガッツチャージすることもある。
使われるモンスターは守備カードが強いモッチーとジェントルが使われることが多い。他にもライフが高くガッツダウン技のあるプラント、妨害能力の高いジョーカーなどが使われる。またライフは低いものの守備カードが豊富で復活可能なヒノトリが使われることもある。ピクシーやヘンガーは回避カードが強く「回復」「回避プログラム」といった逃げデッキ向きのカードがあるものの防御カードがないため強力な回避不能技でKOされてしまうことがある。
使われる全体カードは「大混乱」「必殺技の応酬」「必殺技の封印」「興奮のるつぼ」「師匠のまなざし」など。

## モンスターカード（純血種）
モンスターカードは他のカードと違ってカードの裏が白枠でなく青枠になっている。
モンスターにはライフと特徴が設定されている。特徴は「地上」「空中」「水中」のいずれかである（グジラは地上/水中の2バージョンがある）。「ゲルコプター」「居合い斬り」「地雷針」「地震」のように特徴に影響される攻撃技が多数存在する。また「舞い上がる」「ほうり上げる」「変形」のようにモンスターの特徴を変化させる技もある。「水中」という特徴は拡張パック第四弾の時点でルールに新たに追加された。
ライガー（ライフ6、地上）
速攻系。「右爪」「左爪」「ツノ」のコンボが強力。防御手段はないが回避技も充実している。
ガリ（ライフ7、空中）
強力な技も多い反面、ガッツ消費が多い。技のダメージ反射と言う防御手段を持つ数少ない種族。
ゴーレム（ライフ9、地上）
一撃系。攻撃力の高いちから技が多い。かしこさ技への守備手段がない。
スエゾー（ライフ7、地上）
ガッツダウン技が4種類あるほか、特殊技も3種類ある。防御手段はない。
ピクシー（ライフ6、空中）
速攻系。消費ガッツの低い技が多い。防御手段はない。
ディノ（ライフ8、地上）
一撃系。攻撃力の高いちから技が多く、「跳躍」とのコンボが強力。
ナーガ（ライフ8、地上）
一撃系。かしこさ技への守備手段がない。
ハム（ライフ6、地上）
一撃系。自爆技が多い。防御手段はない。
モッチー（ライフ7、地上）
バランスがとれている。守備技が充実している。
ヒノトリ（ライフ4、空中）
ライフは低いが攻撃技も守備技も強力。「ヒノトリの復活」で復活できる。
ゲル（ライフ7、地上）
ユニークな特殊技が使える。
モノリス（ライフ8、空中）
効率の悪い攻撃技が目立つ。守備技は消費ガッツが多いものの充実している。
ゴースト（ライフ5、空中）
速攻。消費ガッツの少ない攻撃技が充実している。また防御も強い。
ヘンガー（ライフ6、空中）
攻撃手段は比較的充実しているが、防御手段はない。
ニャー（ライフ6、地上）
速攻。攻撃手段がかなり充実している。
プラント（ライフ10、地上）
サポート役として用いられることが多い。ガッツダウン技がある。
ワーム（ライフ6、地上）
一撃系。「まゆ化」「羽化」という特徴的な技が使える。攻撃・守備カードも消費ガッツは多いものの充実している。
ドラゴン（ライフ8、地上）
一撃系。攻撃力の高いちから技が多い。かしこさ技への守備手段がない。
デュラハン（ライフ7、地上）
攻撃手段がかなり充実しているが回避手段はない。
グジラ（ライフ10、水中or地上）
一撃系。攻撃力の高いちから技が多い。技を反射する防御手段を持つ数少ない種族。
メタルナー（ライフ6、地上）
速攻。消費ガッツの少ない攻撃技が充実しているが回避手段はない。
ジョーカー（ライフ7、空中）
特殊技が4種類と充実している。逃げデッキによく使用される。
アローヘッド（ライフ7、水中）
攻撃・守備ともに一通り揃っておりバランスがとれている。
ケンタウロス（ライフ7、地上）
攻撃技が小技から大技までバリエーションに富んでいる。
コロペンドラ（ライフ8、地上）
速攻。モッチーほどではないがバランスがとれている。

## モンスターカード（派生種）
派生種にはMAIN血統とSUB血統が用意されている。攻撃技はMAIN血統のものを用い、守備技はSUB血統のものを使う。例えばヴァージアハピ（ハム×ピクシー）はハムの攻撃技とピクシーの守備技を使える。特徴はMAIN血統の純血種のものがそのままとなっている。

## ゲームソフト
このカードゲームはゲームソフトにもなっている。1999年12月24日、ゲームボーイ用の『モンスターファームバトルカードGB』が発売された。ただしこのゲームには拡張パック第二弾以降のカードは登場しない。このゲームにはヒノトリのモンスターカードと技カード数枚が付録となっていた。
翌年3月23日にはPlayStation用の『モンスターファームバトルカード』が発売された。このゲームでは拡張第三弾までのカードが登場する。